# James Wimshurst
James Wimshurst (13 avril 1832 à Poplar, quartier de Londres - 3 janvier 1903 à Clapham, dans la même ville) est un physicien britannique.
Il est le créateur en 1883 de la machine électrostatique à influence qui porte son nom : la machine de Wimshurst. Il a par ailleurs montré la possibilité de disperser et de réfléchir les rayons X.

## Biographie[1]
Wimshurst est né à Poplar en Angleterre et est le fils d'Henry Wimshurst, constructeur de navires chez Ratcliffe Cross Dock,. Après avoir été éduqué à Steabonheath House à Londres, il devient apprenti chez Thames Ironworks jusqu'en 1863. En 1865, il se marie avec Clara Tribble. La même année, il est transféré à Liverpool et commence à travailler chez Liverpool Underwriters' Registry. En 1874, il rejoint le Board of Trade du Lloyd's of London. Plus tard, en 1890, il deviendra le représentant du Board of Trade lors d'une conférence internationale à Washington.
Wimshurst consacre une grande partie de son temps libre à des travaux expérimentaux. Parallèlement à son travail dans le domaine de l'électricité, il invente une pompe à vide, un dispositif permettant d'indiquer la stabilité d'un navire et des méthodes pour alimenter des phares en électricité depuis le continent. En 1878, il commence à expérimenter les machines à influence pour générer des étincelles électriques à des fins scientifiques et de divertissement. À partir de 1880, il s'intéresse davantage aux machines électrostatiques à influence. Sa maison située à Clapham en Angleterre est équipée d'un atelier disposant d'une large variété d'outils et d'appareils permettant de travailler sur l'éclairage électrique. Wimshurst fabrique lui-même plusieurs générateurs électrostatiques déjà connus, comme ceux créés par William Nicholson, Ferdinand Carré ou Wilhelm Holtz (en). Wimshurst apporte de nombreuses modifications aux machines de ces prédécesseurs pour créer ce que l'on nomme la machine de Holtz-Wimshurst.
Peu de temps après, il développe une autre machine constituée de deux disques tournant dans des sens opposés dont la surface de chacun comporte des secteurs métalliques conducteurs. Comparée à ses prédécesseurs, cette machine est moins sensible aux conditions atmosphériques et ne nécessite pas d'alimentation électrique. Elle inspire également d'autres scientifiques, comme W. R. Pidgeon (en). En 1883, les améliorations apportées par Wimshurst au générateur électrostatique mènent l'appareil à être largement connu sous le nom de machine de Wimshurst. En 1885, l'une des plus grandes machine de Wimshurst, aujourd'hui exposée au Museum of Science and Industry de Chicago, est construite en Angleterre.
En 1889, Wimshurst devient membre de l'Institution of Electrical Engineers. En 1891, il décrit une machine générant du courant alternatif à haute tension. En 1896, sa machine à multiples disques, qui comporte plus de 8 disques, trouve un nouvel usage comme générateur de rayons Röntgen pour la radiographie et l'électrothérapie. Pour cette contribution à la science médicale, il est élu fellow à la Royal Society en 1898. Il décède à Clapham en Londres à l'âge de 70 ans.

## Récompenses et distinctions
- Fellow de la Royal Society
- Membre de l'Institution of Electrical Engineers
- Membre de la Société de physique de Londres
- Membre de la Rontgen Society
- Membre de la Royal Institution of Naval Architects

## Publications
- (en) James Wimshurst, A Book of Rules for the Construction of Steam Vessels, 1898